# 급량부
급량부(及梁部)는 진한 6부의 하나로서, 양부(梁部)라고도 한다. 파잠(波潛)·동산(東山)·피상(彼上)·동촌(東村)이 여기에 속한다. 동경잡기에 의하면 이외에도 월남(月南)·남건(南建)이 속했다고 한다. 대체로 지금의 경주시 시가지가 해당된다. 급량이라는 명칭은 지금의 경상북도 순흥군의 옛 지칭인 급벌산(及伐山)에 그 흔적이 남아 있으나 두 지역은 어떤 상관관계도 없다.
'及'의 후기 상고음은 '/*kalp/'이며 서(西)쪽을 뜻하는 고대 한국어로 추정되는 '갋'을 음차 표기한 것이다. 또한 '梁'은 /*tulk/로 재구되며 도랑을 뜻하는 중세어 '돓'로 부터 고대 한국어 '돍'을 유추해 낼 수 있다. 즉 급량부(及梁部)는 서쪽 하천 마을로 해석 할 수 있는데 형산강(서천) 자락에 위치한 알천 양산촌을 뜻한다는 견해이다.

## 역사
신라가 건국되기 이전인 사로 6촌 시절에 알천양산촌(閼川楊山村)이라고 불렸다. 그 지역 촌장을 알평(謁平)이라 일컬으며 처음에 표암봉(瓢嵓峯)에 내려왔으니, 이가 곧 급량부이씨(及梁部李氏)의 조상이 되었다. 고려 태조는 940년, 지역 명칭을 급량부에서 중흥부(中興部)로 바꾸었다.

## 고적
- 알천(閼川)

지금의 경주시 북천이다. 경주시 동천동 등이 속해 있다.
- 표암봉(瓢嵓峯)

경주 이씨의 시조인 알평이 탄강한 곳이다. 지금의 경주시 동천동에 있다.
- 월남(月南)

이전의 경주시 내남면에 속한 지역이었다고 한다. 신증동국여지승람에 따르면 월남리에 신원사가 있었다고 한다. 지금의 경주 오릉의 서남쪽에 신원평(神元坪)이 있었다고 하는데, 신원사가 있던 곳으로 유력하다고 한다.

## 같이 보기
- 진한 6부